# Burgemeester Delenkanaal
Der Burgemeester Delenkanaal ist ein Stichkanal in der Gemeinde Oss in Nordbrabant, der die Maas mit dem Hafen von Oss verbindet. Der etwa 5 km lange Kanal ist für Schiffe der Klasse Vb ausgelegt. Er ist nach Frits Delen benannt, der zwischen 1946 und 1963 Bürgermeister der Gemeinde war, und ist seit 1968 in Betrieb.

## Verlauf und Verkehr

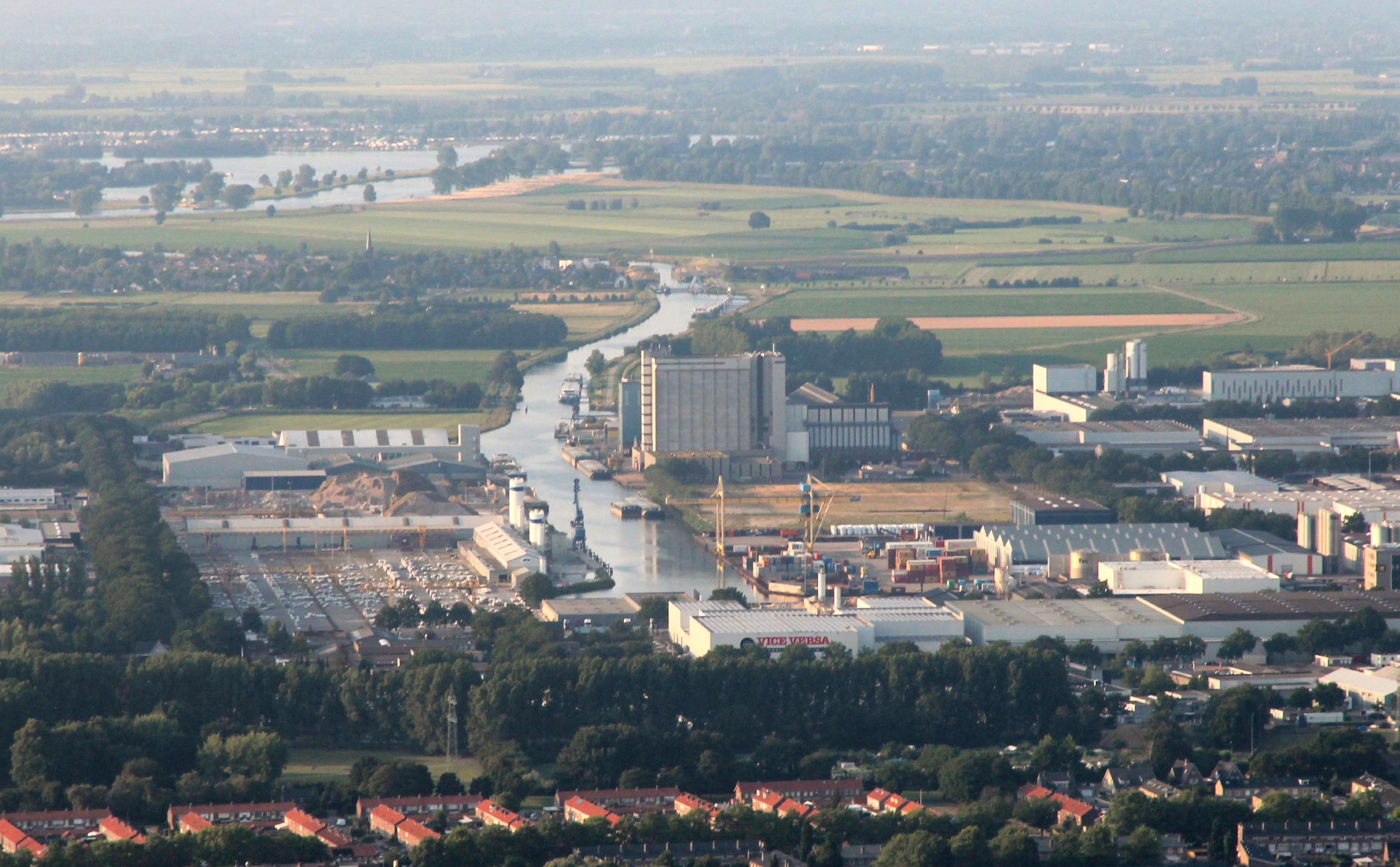
Hafengebiet von Oss mit dem Burgemeester Delenkanaal (2022)

Der Burgemeester Delenkanaal zweigt auf der linken Flussseite der Maas in Höhe des Dorfs Maasbommel (km 193) ab und verläuft Richtung Südosten. Bei Macharen macht er eine Biegung nach Süden. Hier befindet sich auch eine Schleuse und die einzige Brücke über den Kanal. Kurz vor Oss quert der Kanal die Hertogswetering und endet im Hafen im Industriegebiet Elzenburg in Oss. Hier befinden sich zwei Hafenbecken, der nördliche Burgemeester Van Veldhuizenhaven und der Burgemeester Jansenhaven.
Der Kanal darf nicht von Sportyachten befahren werden, außer zu Reparaturzwecken.

## Geschichte
Seit dem späten 19. Jahrhundert gab es Überlegungen, Oss mit der Maas zu verbinden. Die örtlichen Margarinehersteller mussten ihre Waren zum Hafen von Lithoijen transportieren oder mit der Bahn versenden. Ein Vorschlag für eine Kanalverbindung wurde 1889 vom Gemeinderat abgelehnt. Zwei Jahre später zog eine der Margarinefabriken wegen der fehlenden Kanalanbindung nach Rotterdam, 1929 folgte eine weitere.
Nach dem Zweiten Weltkrieg wuchs Oss als Industriestandort mit Werken von Zwanenberg, Organon, Unox-Hartog, Philips, Bergoss und Desso. Daher entschied man sich für den Bau eines Kanals, der 1963 begann. Am 14. Juni 1968 eröffnete Prinz Bernhard den Hafen und das erste Schiff erreichte Oss. Der Hafen erhielt 1994 ein weiteres Becken (Burgemeester Van Veldhuizenhaven) und später auch einen Bahnanschluss.

## Bauwerke
Die Schleuse in Macharen ist 14 Meter breit und 90 Meter lang. Sie wird nur bei Hochwasser geschlossen, da der Pegel der Maas durch das nahegelegene Stauwehr bei Lith meist recht konstant ist.

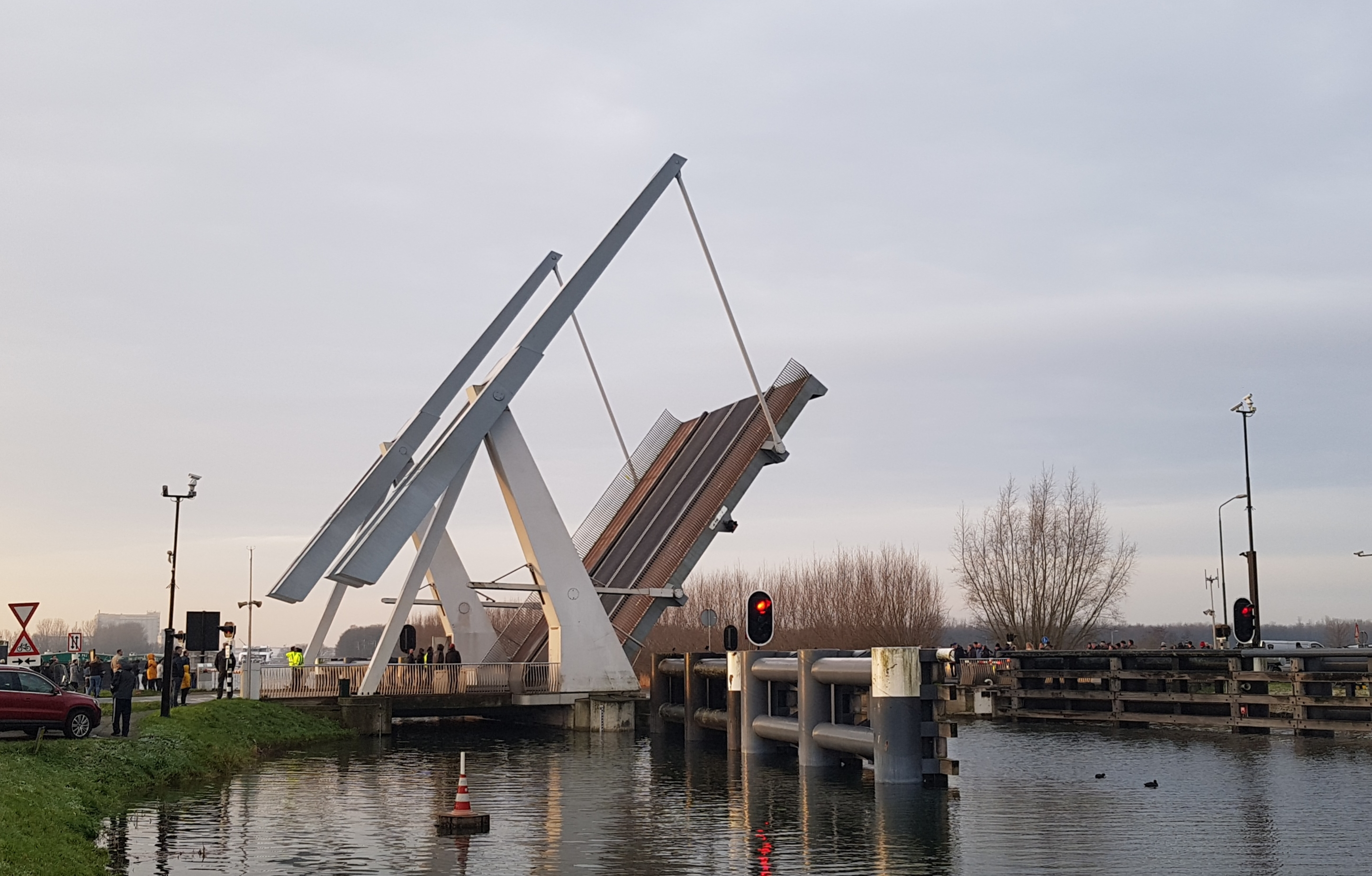
Die 2009 eröffnete Klappbrücke Macharen (2022)

Südlich der Schleue quert die Landstraße Dorpenweg (ehemals der Provinciale Weg 626), den Kanal. 1964 wurde hier eine Hubbrücke eröffnet. Sie war 14 Meter breit und lang und hatte ursprünglich eine Durchfahrtshöhe von 8,40 Metern, die später noch um 20 cm erhöht wurde. Für die Luxusjachten der im Hafen von Oss ansässigen Werft Heesen Yachts stellte sie ein Problem dar. 2001 entschied man, die Brücke zu erhöhen, um auch vierlagigen Containerschiffen die Durchfahrt zu ermöglichen. Die Gemeinde beschloss 2008, die inzwischen marode Brücke durch eine neue Klappbrücke zu ersetzen. An den Kosten von knapp 6 Mio. Euro beteiligten sich auch Rijkswaterstaat, die Provinz und Heesen Yachts. Die neue Brücke wurde am 24. September 2009 eingeweiht. Eine rückblickende Kosten-Nutzen-Analyse stellte 2022 fest, dass die Investition nicht vorteilhaft war. Das lag vor allem daran, dass der 2001 prognostizierte Containerverkehr nie eingetroffen sei und eine teurere Ausführung gewählt wurde.